# 克萊克斯多普

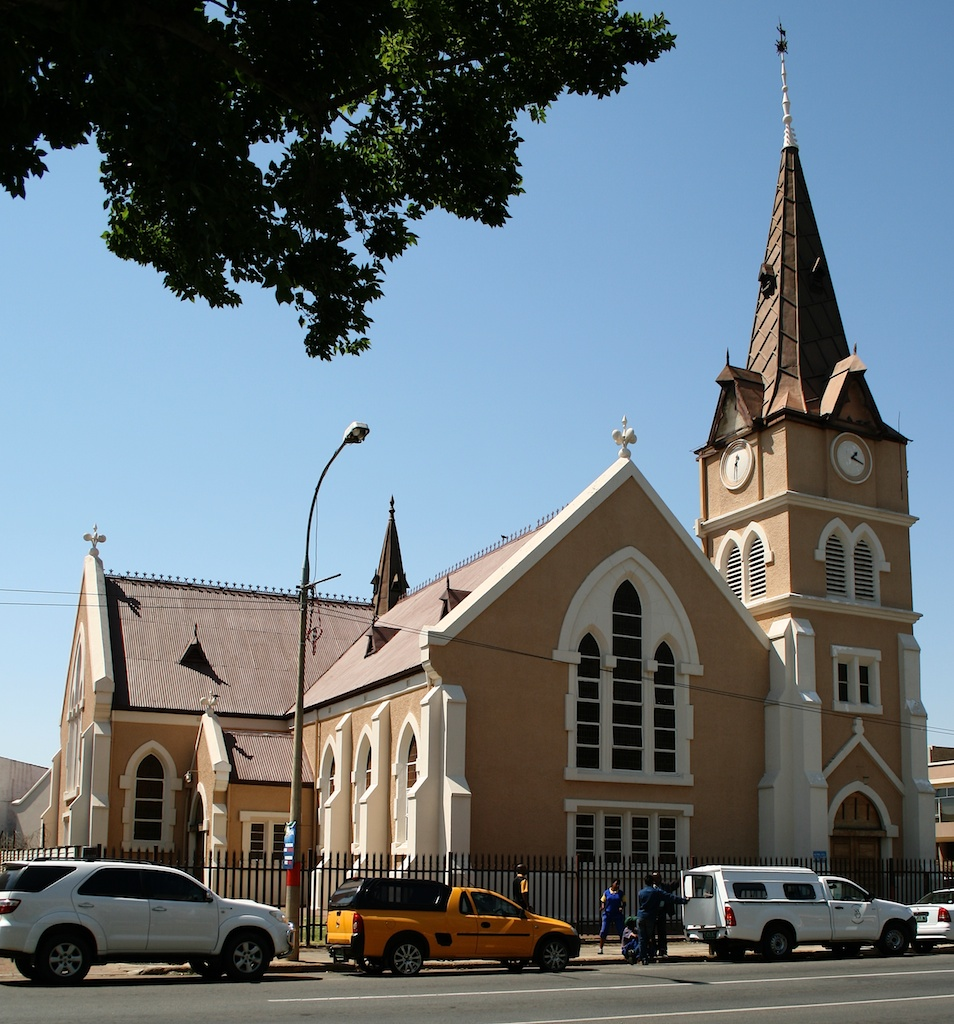
克萊克斯多普

克萊克斯多普是南非的城鎮，位於該國東北部，由西北省負責管轄，始建於1837年，面積115.17平方公里，2001年人口59,509，人口密度每平方公里520人。

## 外部連結
- Accommodation in Klerksdorp （页面存档备份，存于）
- City Council of Klerksdorp
- Klerksdorper.com: City guide
- Klerksdorp
- Safer places in Klerksdorp （页面存档备份，存于）
- C.M. du PLOOIJ in a Family Bible at the eGSSA Project （页面存档备份，存于）